# Friedrun Huemer

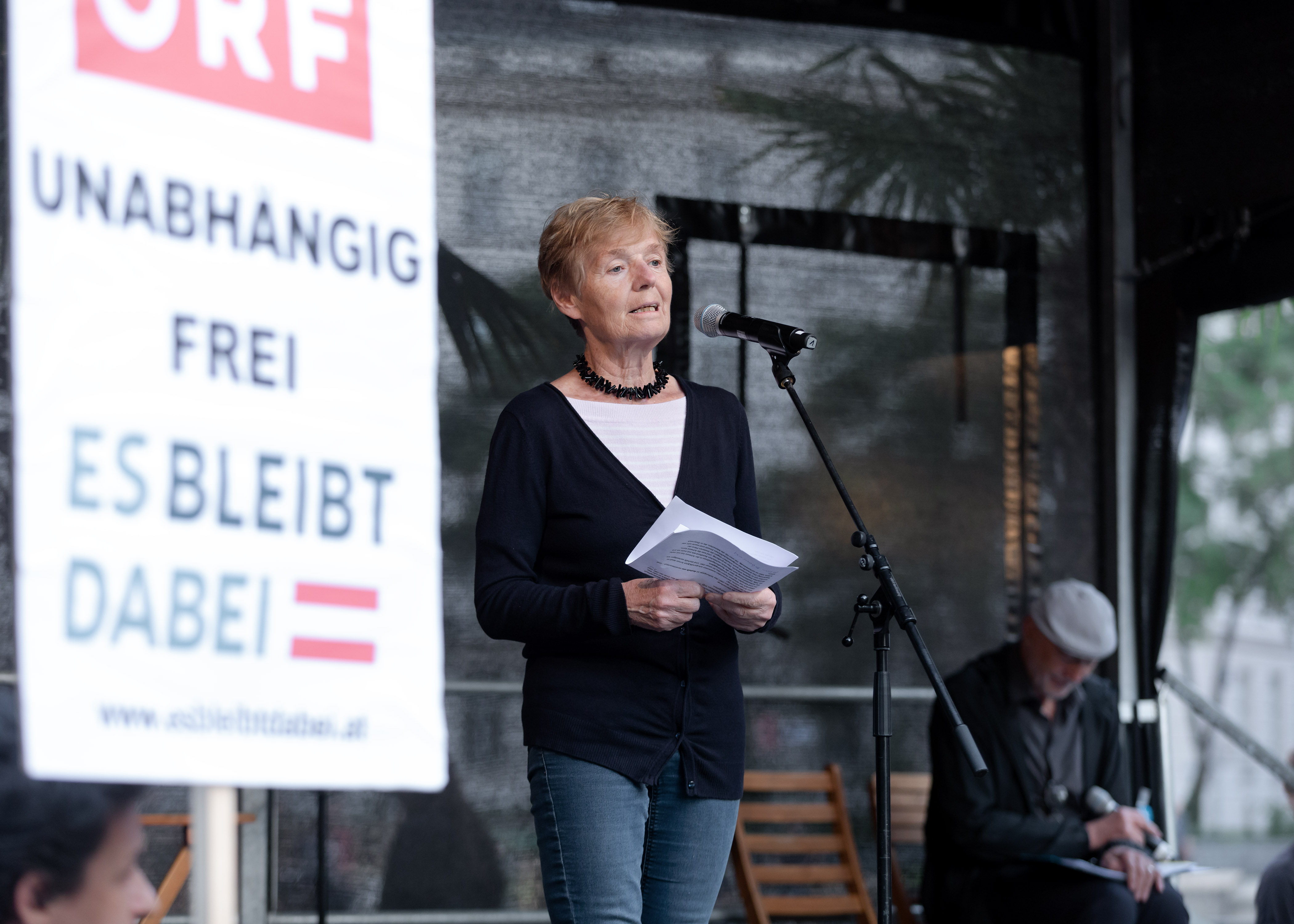
Friedrun Huemer (2018)

Friedrun Huemer (* 28. Februar 1944) ist eine österreichische Politikerin (Grüne) im Ruhestand. Sie war von 1996 bis 2001 Nichtamtsführende Stadträtin in Wien.
Die Psychologin Friedrun Huemer promovierte in Biologie und hat ihre politischen Wurzeln in der Ökologiebewegung der 1970er Jahre. Huemer arbeitete bei den Wiener Grünen zunächst in der Landesorganisation mit und war zwischen dem 9. Dezember 1991 und dem 29. November 1996 Abgeordnete zum Wiener Landtag und Mitglied des Wiener Gemeinderats. Sie wurde am 27. November 1996 als Stadträtin ohne Ressort in der Landesregierung Häupl II angelobt, der sie bis zum Ende der Regierungsperiode am 27. April 2001 angehörte. Huemer war Kultursprecherin der Grünen, ihre inhaltlichen Schwerpunkte lagen zudem im Bereich Soziales und Menschenrechte. So engagierte sich Huemer unter anderem für die Initiative SOS Mitmensch und kämpfte gegen sexuelle Diskriminierung.
Seit 2006 ist Friedrun Huemer Obfrau von HEMAYAT – Betreuungszentrum für Folter- und Kriegsüberlebende.
Friedrun Huemer ist mit dem Journalisten Peter Huemer verheiratet.

## Auszeichnungen
- 2004: Goldenes Ehrenzeichen für Verdienste um das Land Wien